# Средишњи валонски канал
Средишњи валонски канал (фр. Canal du Centre; хол. Centrumkanaal) канал је у Белгији који повезује речне токове Мезе и Шелде, те својом дужином од 20,9 км² (и разликом висине од 89,52 м²) повезује вештачко језеро Гран Ларж, код Нимија, с каналом Брисел-Шарлроа код Сенефа.

## Бране на Средишњем валонском каналу
Четири бране, хидраулични лифт за бродове, на Средишњем валонском каналу код града Ла Лувијера у индустријској долини (”Sillon industriel“), валонска провинција Ено, су 1998. године уврштене на УНЕСКО-в списак Светске баштине у Европи као ”јединствен пример изузетно вредних индустријских грађевина које су још увек у функцији“. Бране се налазе на 6.790 м² дугом делу канала који има разлику висине од 66 метара. Изграђене су од 1888. до 1917. године, а дизајнирао их је британски инжењер Едвин Кларк из компаније Stansfield & Clarck.
Лифтови су двоструки и састоје се од вертикалних покретних танкова (caissons) које у средини држи железни стуб. Два стуба су хидрауликом повезани тако да дижу један од танкова док се други спушта, чиме је маса једног танка уравнотежена масом другог.
Ови лифтови су инспирисали друге инжињере, као што је Ричард Бирдсал Роџерс, и градњу многих других лифтова на каналима, као што су лифтови у Питербороу и Киркфилду у Канади.
Данас се овај део канала не користи за комерцијални промет који је преусмерен на његов упоредни већи канал, изграђен 2002. године. Нови канал може примити бродове масе до 1.350 тона (европски стандард), док је стари могао да прими само до 350 тона. На новом каналу постоји само једна брана са лифтом за бродове, огроман лифт ”Strépy-Thieu“ (на слици десно означен словом A) грађеног од 1982—2002. године, који диже бродове на висину од 73,15 метара и највећи је такве врсте на свету.

### Списак брана на Средишњем валонском каналу
| Брана | Место           | Координате                                          | Висина (м²) | Фотографија |
| ----- | --------------- | --------------------------------------------------- | ----------- | ----------- |
| Бр. 1 | Уден-Гонис      | 50° 29′ 15″ С; 4° 10′ 33″ И / 50.4875° С; 4.1758° И | 15,40       |             |
| Бр. 2 | Уден-Амрис      | 50° 28′ 57″ С; 4° 08′ 32″ И / 50.4826° С; 4.1423° И | 16,93       |             |
| Бр. 3 | Стрепи-Браконис | 50° 28′ 53″ С; 4° 08′ 14″ И / 50.4813° С; 4.1373° И | 16,93       |             |
| Бр. 4 | Тју             | 50° 28′ 17″ С; 4° 05′ 40″ И / 50.4714° С; 4.0945° И | 16,93       |             |